# Rue des Coutures-Saint-Gervais
La rue des Coutures-Saint-Gervais est une voie du 3e arrondissement de Paris, en France. Chaque vendredi soir elle est fermée à la circulation et devient « la rue'golotte » : piétonne et rigolote, c'est-à-dire un espace de jeu animé pour les enfants (descriptif de la mairie).

## Situation et accès
Elle débute à hauteur du 5, rue de Thorigny et finit au niveau du 94, rue Vieille-du-Temple.
Ce site est desservi par les stations de métro Saint-Sébastien - Froissart et Saint-Paul.

## Origine du nom
Cette voie porte le nom du terrain sur lequel elle fut ouverte ; la « couture », ou la « culture », Saint-Gervais.

## Historique
Cette rue fut ouverte en 1620, sur les coutures ou cultures des religieuses hospitalières de Saint-Gervais, qui faisaient partie du clos Saint-Ladre et de la courtille Barbette. Elle fut d'abord appelée « rue de l'Hôpital Saint-Gervais » avant de prendre le nom de « rue de la Culture Saint-Gervais » puis de « rue des Coutures-Saint-Gervais » en 1653.
Elle est citée sous le nom de « rue des Coustures Saint Gervais » dans un manuscrit de 1636.
La fief de la couture Saint-Gervais était, approximativement, circonscrit par les rues de Turenne, la Perle, de Thorigny et  Vieille-du-Temple.

## Bâtiments remarquables et lieux de mémoire
- La plupart de ces immeubles datent du XVIIe siècle.
- Elle longe l'hôtel de Juigné ou hôtel Salé.
- À l'angle avec la rue de Thorigny, marque du fief de la couture de Saint-Gervais. Elle figure une croix dont les quatre pointes sont prolongées par les lettres F au sommet, C à gauche, S à droite et G en bas, signifiant Fief Couture Saint Gervais[1].

## Pour approfondir